# Jerchel, Stendal
Jerchel là một đô thị thuộc huyện Stendal, bang Sachsen-Anhalt, Đức. Đô thị Jerchel, Stendal có diện tích 8,98 km², dân số thời điểm ngày 31 tháng 12 năm 2006 là 137 người.